# 謝立文
謝立文（1950年－）是香港著名兒童漫畫《麥嘜、麥兜》系列的作者之一，謝立文負責故事創作，而他前妻麥家碧負責插圖。
謝立文另著有「屎撈人」、「樣衰阿闊」系列故事。
謝立文中學時代就讀於赤柱聖士提反書院，麥兜裏的春田花花幼稚園，部份是他母校的回憶。例如黃秋生配音的校長及黎根，就是按照他就讀時的校長葉敬平樣子繪劃。《麥兜》動畫版中不少的歌曲皆由同校校友何崇志博士填詞及編曲。
另亦有指《麥兜噹噹伴我心》動畫電影中帶領春田花花幼稚園同學組成合唱團、有濃厚音樂底子的校長是按照他當年就讀時的音樂老師唐少偉（Leon Shiu Wai Tong）而塑造的角色。